# 赫尼盧什卡河 (斯圖巴茲卡河支流)
赫尼盧什卡河（烏克蘭語：Гнилушка），是烏克蘭的河流，位於該國西北部，屬於斯圖巴茲卡河的右支流，發源自第一赫魯什維察附近，流經羅夫諾州，河道全長12公里。